# Troféu Ramón de Carranza de 1987
O Troféu Ramón de Carranza de 1987 foi a trigésima terceira edição do torneio realizado anualmente na cidade de Cádis, Espanha. Nesta edição o Vasco da Gama ficou com o troféu.

## Participantes
- Cádiz
- Nacional
- Sevilla
- Vasco da Gama

## Chaveamento
|  | Semifinais | Semifinais | Semifinais |  |  | Final    | Final    | Final    |
|  |            |            |            |  |  |          |          |          |
|  |            | Cádiz      | 3          |  |  |          |          |          |
|  |            | Nacional   | 1          |  |  |          |          |          |
|  |            |            |            |  |  |          | Cádiz    | 0        |
|  |            |            |            |  |  |          | Vasco    | 2        |
|  |            | Sevilla    | 0          |  |  |          |          |          |
|  |            | Vasco      | 3          |  |  | 3º lugar | 3º lugar | 3º lugar |
|  |            |            |            |  |  |          | Nacional | 2        |
|  |            |            |            |  |  |          | Sevilla  | 0        |

## Jogos
Semifinais
| 22 de Agosto de 1987 | Cádiz                                                      | 3 – 1 | Nacional    | Estádio Ramón de Carranza - Cádis |
|                      | Juan José 13' · "Mágico" González 29' (pen.) · Cabrera 64' | [ 1 ] | Bardosa 82' |                                   |

| 22 de Agosto de 1987 | Vasco da Gama                        | 3 – 0 | Sevilla | Estádio Ramón de Carranza - Cádis |
|                      | Pinto 4' · Roberto Dinamite 40', 49' | [ 1 ] |         |                                   |

Decisão do 3º lugar
| 23 de Agosto | Nacional                   | 2 – 0 | Sevilla | Estádio Ramón de Carranza - Cádis |
|              | Villazán 54' · Barboza 77' | [ 1 ] |         |                                   |

Final
| 23 de Agosto de 1987 | Cádiz | 0 – 2 | Vasco da Gama                   | Estádio Ramón de Carranza - Cádis |
|                      |       | [ 1 ] | Pita 15' · Roberto Dinamite 70' |                                   |

## Premiação
| Troféu Ramón de Carranza de 1987   |
| Brasil                             |
| ---------------------------------- |
| VASCO DA GAMA Campeão (1.º título) |